# 埃尔波多 (奇里基省)
埃尔波多是巴拿马奇里基省雷梅迪奥斯区的一个城市。 该市面积为34.4平方（13.3平方英里），2010年时人口为720，故其人口密度为20.9名居民每平方（54名居民每平方英里）。埃尔波多设立于1997年3月7日 ，2000年时该市人口为476人。